# Церква святих верховних апостолів Петра і Павла (Слобідка, УГКЦ)
Церква святих верховних апостолів Петра і Павла в Слобідці — парафія і храм греко-католицької громади Теребовлянського деканату Тернопільсько-Зборівської архієпархії Української греко-католицької церкви в селі Слобідка Тернопільського району Тернопільської области.

## Історія церкви
Парафія в селі Слобідка до 2003 року була частиною парафії села Долина. До 1946 року вона належала УГКЦ, а з 1946 по 1990 рік — до Долинської православної парафії Московського патріархату.
У 1990 році парафія знову увійшла в лоно УГКЦ, і богослужіння для неї почали проводити греко-католицькі священники з Долини. Приміщення колишнього костелу, збудованого у 1925 році, який у 1946—1990 роках використовували як склад, передали місцевій громаді.
З 12 липня 1990 року греко-католицька громада почала відновлювати церкву силами та коштом парафіян. До 1992 року в храмі святих верховних апостолів Петра і Павла служили священники з навколишніх парафій.
При парафії діють Вівтарна та Марійська дружини.

## Парохи
- о. Іван Сивак (1992—1994),
- о. Борис Пасічник (1994—2003),
- о. Ярослав Стрілка (з 2003).